# Dobrujevac (Aleksinac)
Pour les articles homonymes, voir Dobrujevac.
Dobrujevac (en serbe cyrillique : Добрујевац) est un village de Serbie situé dans la municipalité d'Aleksinac, district de Nišava. Au recensement de 2011, il comptait 311 habitants.

## Démographie
| 1948 | 1953 | 1961 | 1971 | 1981 | 1991 | 2002 | 2011 |
| ---- | ---- | ---- | ---- | ---- | ---- | ---- | ---- |
| 750  | 780  | 730  | 642  | 555  | 496  | 388  | 311  |

|  |